# 多利西克 (梅利托波爾區)
46°47′12″N 35°12′21″E / 46.78667°N 35.20583°E
多利西克（烏克蘭語：Долинське）是位於烏克蘭東南部的村莊，由扎波羅熱州梅利托波爾區的諾韋市鎮負責管轄。該村始建於1830年，面積1.92平方公里，海拔高度22米，2001年人口784，人口密度每平方公里408.3人。